# Arvfurstens palats
Arvfurstens palats på Gustav Adolfs torg 1 i Stockholm är ett palats uppfört mellan 1783 och 1794 för prinsessan Sofia Albertina, syster till kung Gustav III. Arkitekt var Erik Palmstedt och inredningarna skapades av Louis Masreliez. Palatset används sedan 1906 av Utrikesdepartementet och är ett statligt byggnadsminne sedan 1935.

## Historik

### Torstensonska palatset

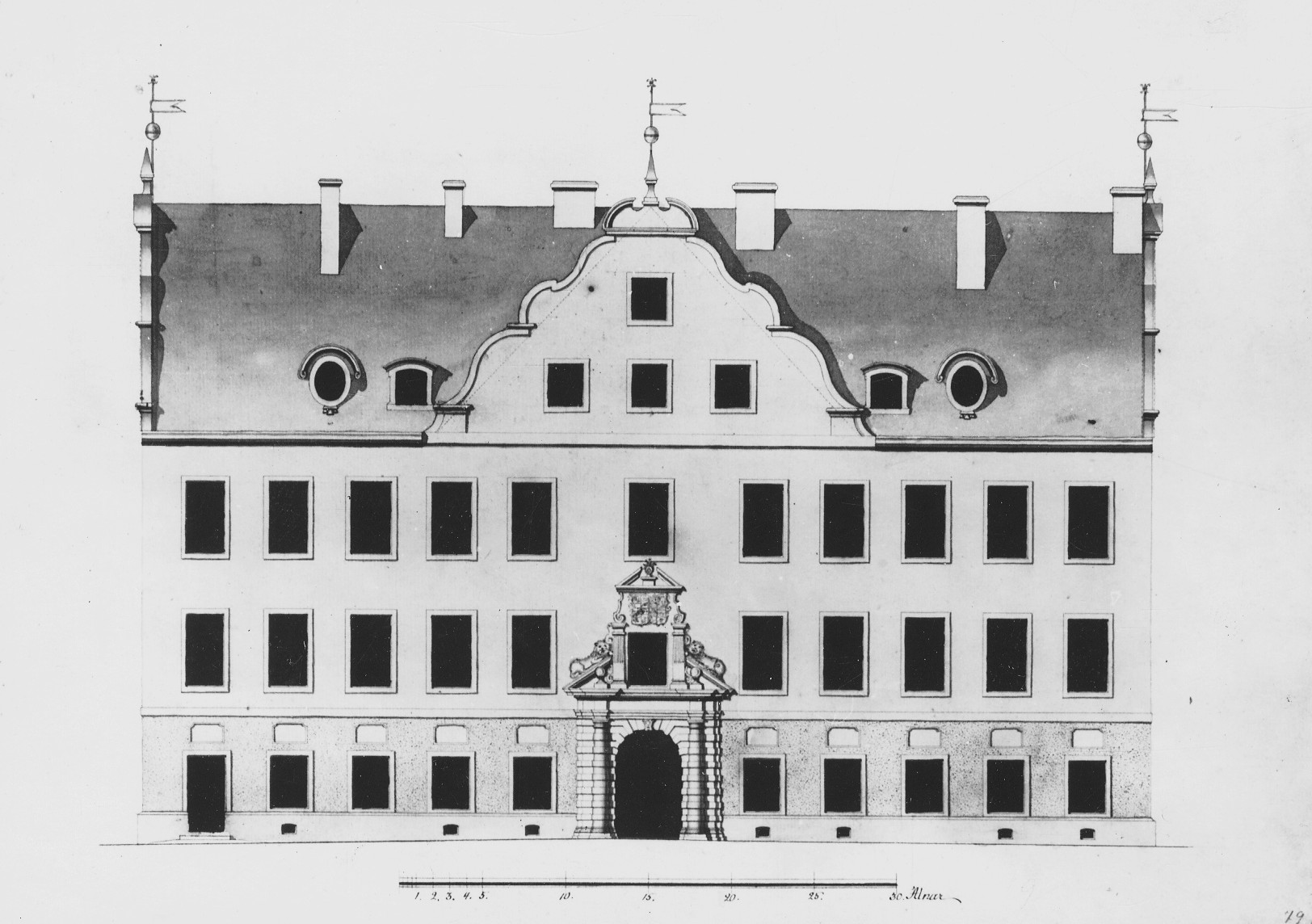
Torstensonska palatset mot Fredsgatan.

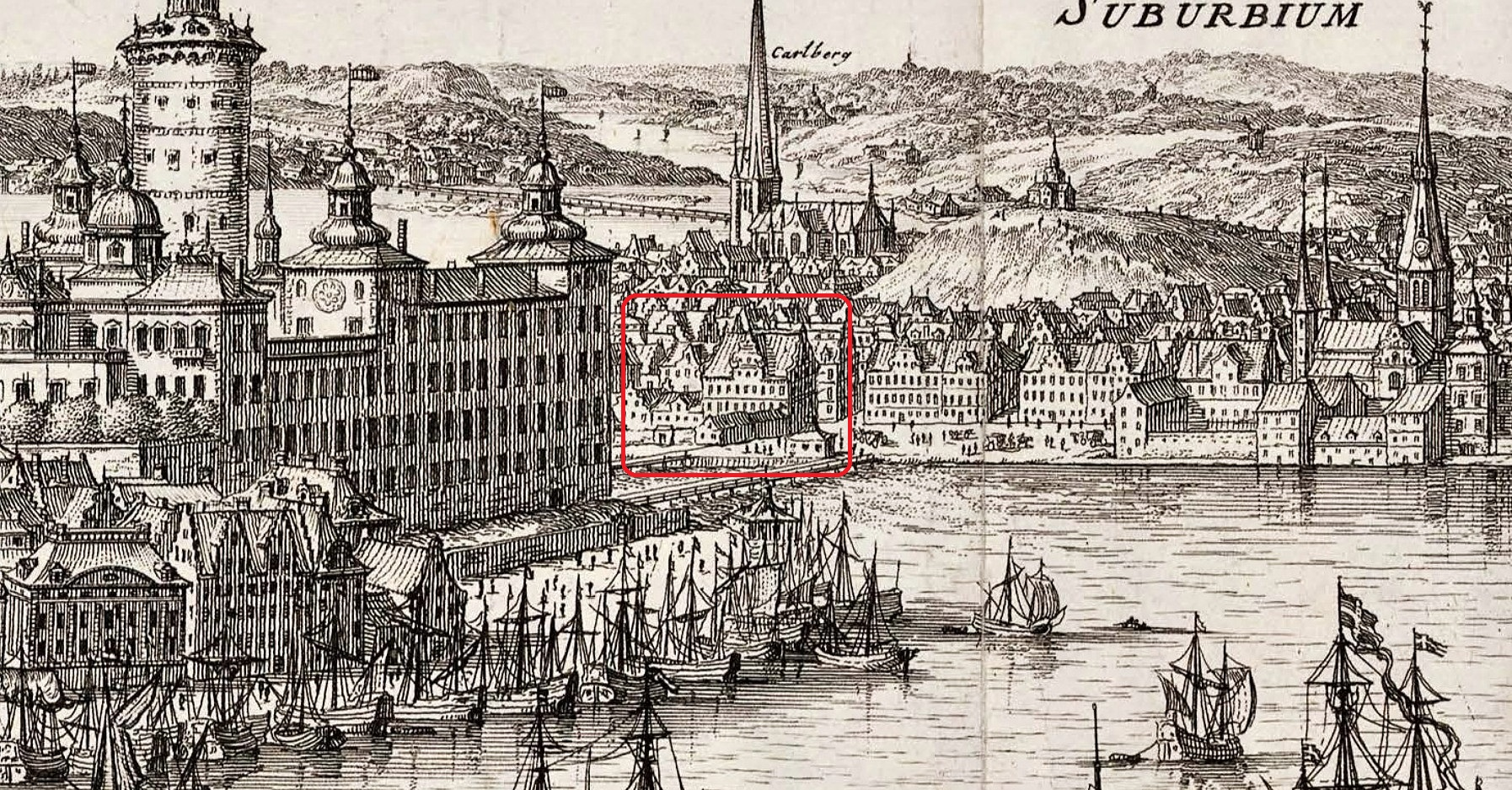
Torstensonska palatset 1693.

Fältmarskalk Lennart Torstenson lät bygga det första huset i kvarteret Lejonet, Torstensonska palatset. Det uppfördes i tysk-holländsk renässansstil och stod färdigt 1651. Byggnaden bestod redan då av tre våningar och hade ett högt kopparklätt sadeltak. Huvudfasaden orienterades mot norr och den då nyanlagda Fredsgatan (tidigare Sträckegatan). Gaveln riktades mot öster och Gustav Adolfs torg (dåvarande Malmtorget) och fortsatte i en envåningslänga av korsvirke under torvtak med salubodar. På Willem Swiddes kopparstick från 1693, som visar Stockholm sett från Kastellholmen i Suecia Antiqua et Hodierna ser man det Torstensonska palatset med sin bodlänga mot torget. En sandstensportal utförd av Didrik Blume 1647, som har sin motsvarighet på fasaden mot gården, bär Torstensons och hans hustru Beata de la Gardies vapen.
Efter Torstensons död ärvde sonen Anders (1641–1686) egendomen. Han försökte förgäves att sälja fastigheten för att reparera sin dåliga ekonomi. 1696 drogs palatset in till kronan men återlämnades redan samma år till Torstensons arvingar. Under 1700-talet eldhärjades byggnaden och interiören förstördes delvis. Nödtorftiga reparationsarbeten pågick mellan 1757 och 1760. Därefter hyrdes lokalerna ut till olika näringsidkare. Under några år var Ture Gabriel Bielke ägare. Han inredde palatset till sin privatbostad som såldes efter hans död 1763 till den mycket förmögne köpmannen Claes Grill. Efter Grill gick fastigheten 1767 till dottern Anna Johanna som var gift med köpmannen Henrik Wilhelm Peill.

### Sofia Albertinas palats

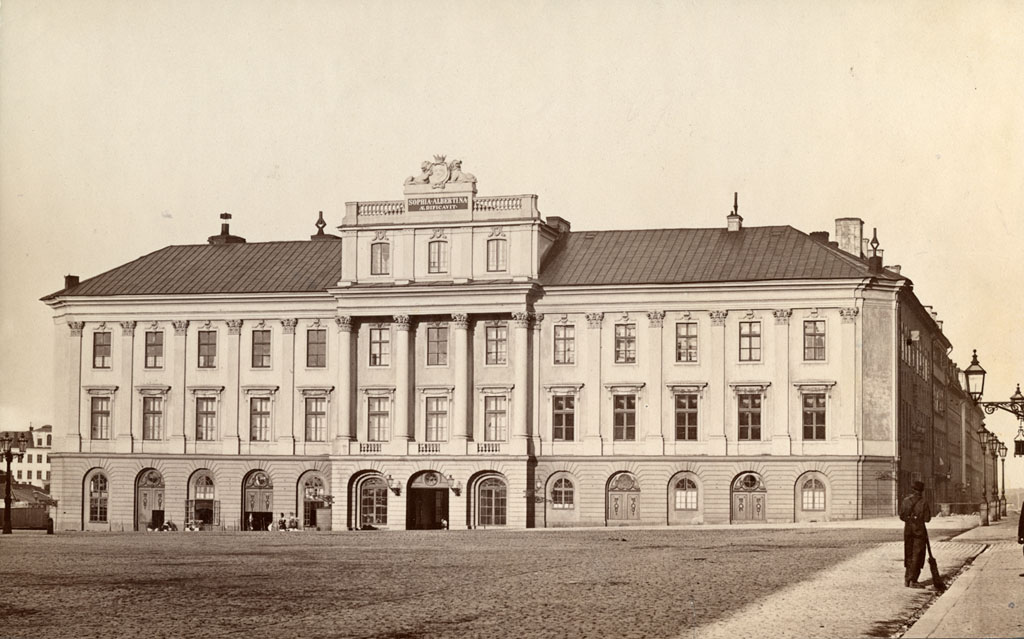
Arvfurstens palats på 1880-talet.

År 1783 köptes fastigheten av prinsessan Sofia Albertina för egna medel av paret Peill. Erik Palmstedt och Louis Masreliez fick då i uppdrag att skapa ett nytt, större palats. Det gamla Torstensonska palatset blev då en flygelbyggnad i en stor ny anläggning, där huvudfasaden lades mot Gustav Adolfs torg och en andra flygel uppfördes på tomten åt söder mot Norrström. På Gustav III:s begäran utformades det nya palatset som en pendang till det just färdigställda Gustavianska operahuset (som revs 1892), på östra sidan av torget.
Byggnadens volym är formad efter senbarockens uppfattning om sammanhängande enhet, något som markerar sig exempelvis i hörnens utformning och takfallens roll i helheten. I fasaderna tillämpas ett av nyantiken påverkat formspråk med stora, enkla motiv, släta ytor och fintecknade, tunt markerade detaljer. Tobias Sergel fick i uppdrag att kröna utbyggnaden över taklisten med en grupp i gotlandskalksten som visar två lejon på ömse sidor om riksvapnet med hertigkrona.
Indelningen med korintiska kolossalpilastrar förstärks i mittenpartiet till ett kolonnadmotiv. Över detta höjer sig en attika med takbalustrad, krönt av lejon med en vapensköld. Typiskt gustavianska är festongerna på övervåningens fönsteromfattningar.

### Arvfurstens palats
Sofia Albertina dog 1829 och testamenterade palatset genom ett fideikommiss till arvprinsen, som stod närmast efter kronprinsen i tronföljd. Den förste arvfursten som ägde huset var prins Gustaf ("sångarprinsen"), men han bodde inte där. Senare flyttade hans bror prins Oscar, som sedermera blev kung Oscar II, in. Även prins Eugén har bott i Arvfurstens palats.
År 1902 övertog staten Arvfurstens palats för en köpeskilling av 2 250 000 kronor. Prinsessan Astrid, dotter till Prins Carl och prinsessan Ingeborg, föddes i palatset 1905. Hösten 1906 kunde utrikesministern, kabinettssekreteraren och ett tjugotal tjänstemän flytta in i palatset.

## Nutida bilder

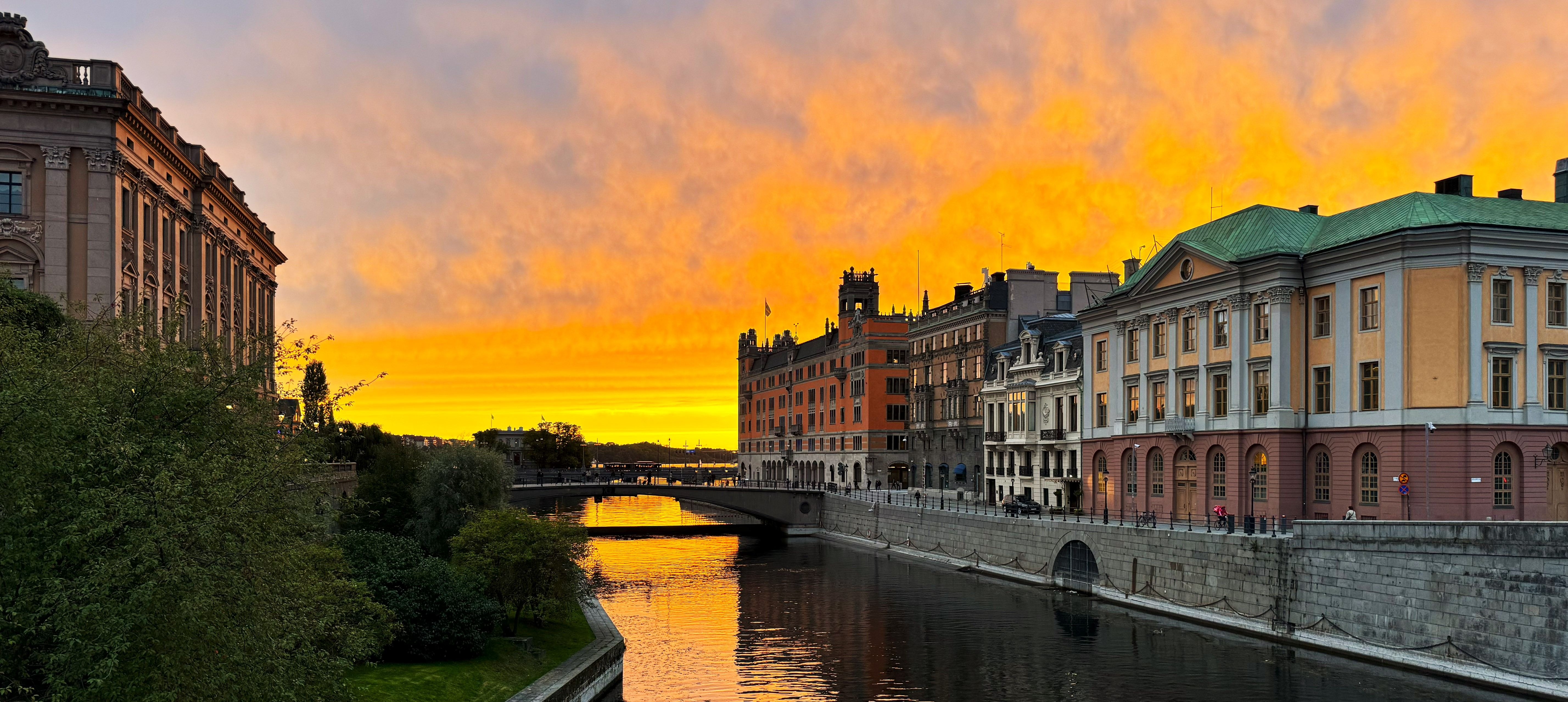
Arvfurstens palats på norra sidan av Norrström, följt av Sagerska huset, Adelswärdska huset och Rosenbad, på motsatta sidan av strömmen Riksdagshuset.
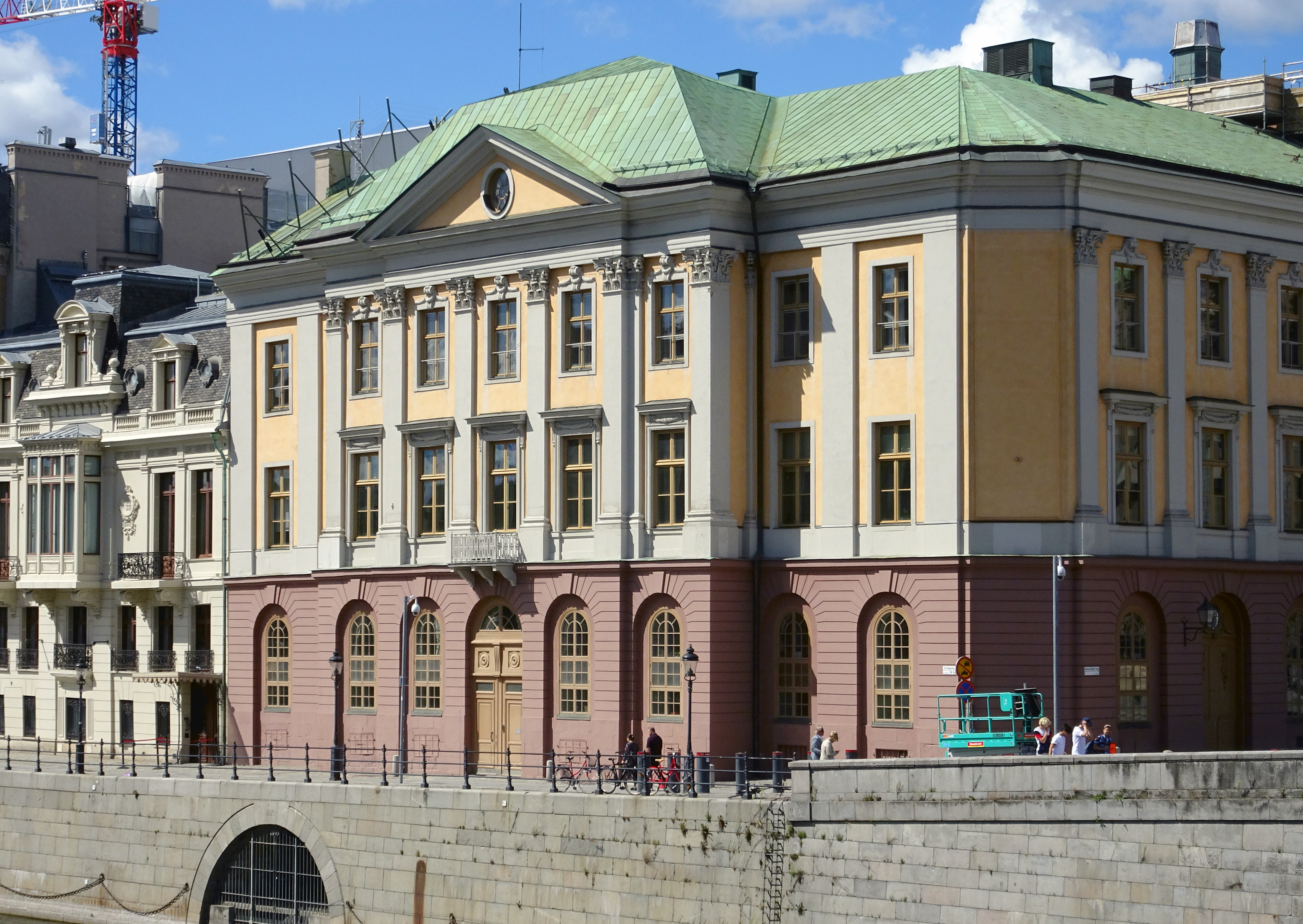
Sydöstra hörnet mot Norrström.
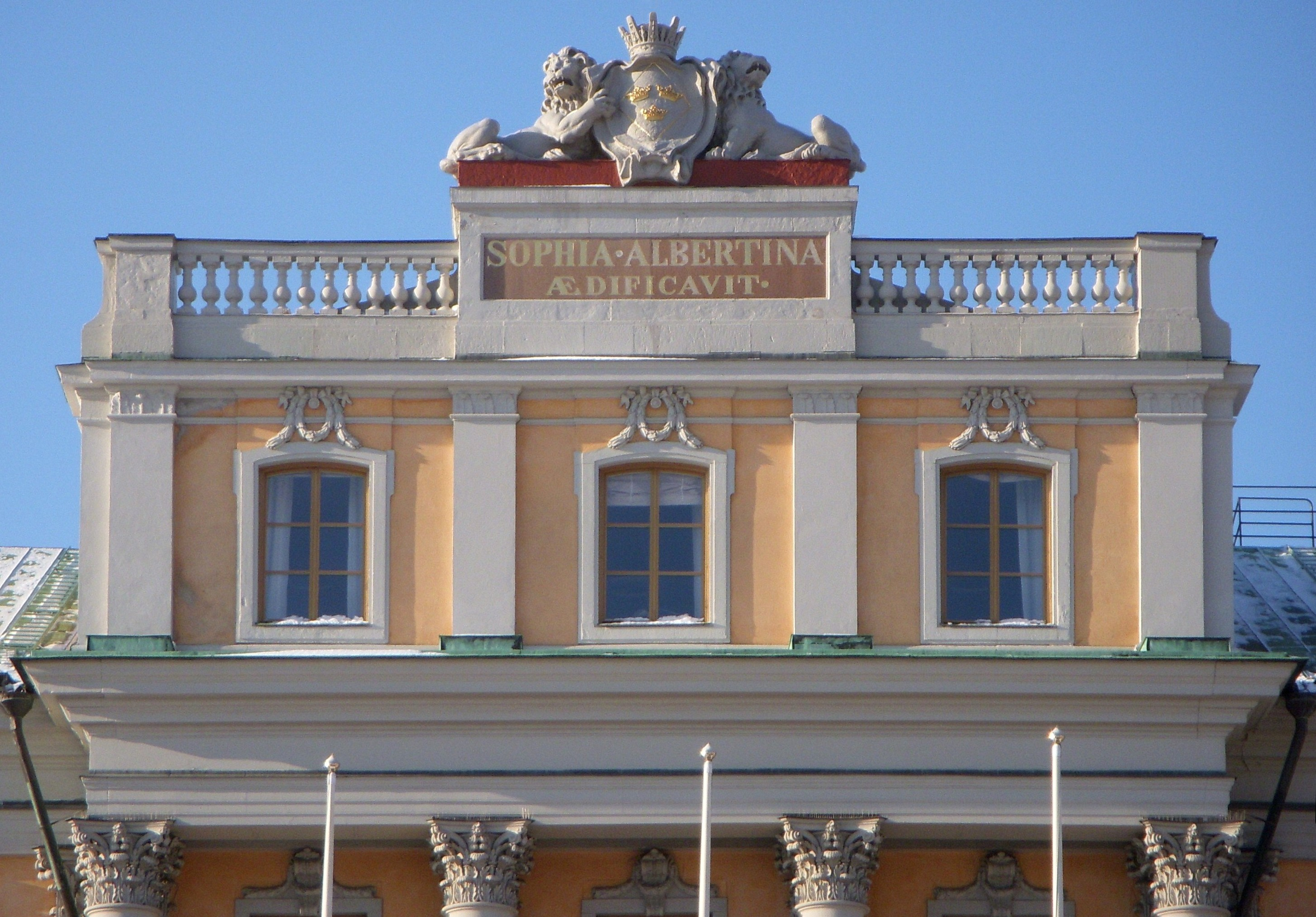
Attika med Sergels lejon.
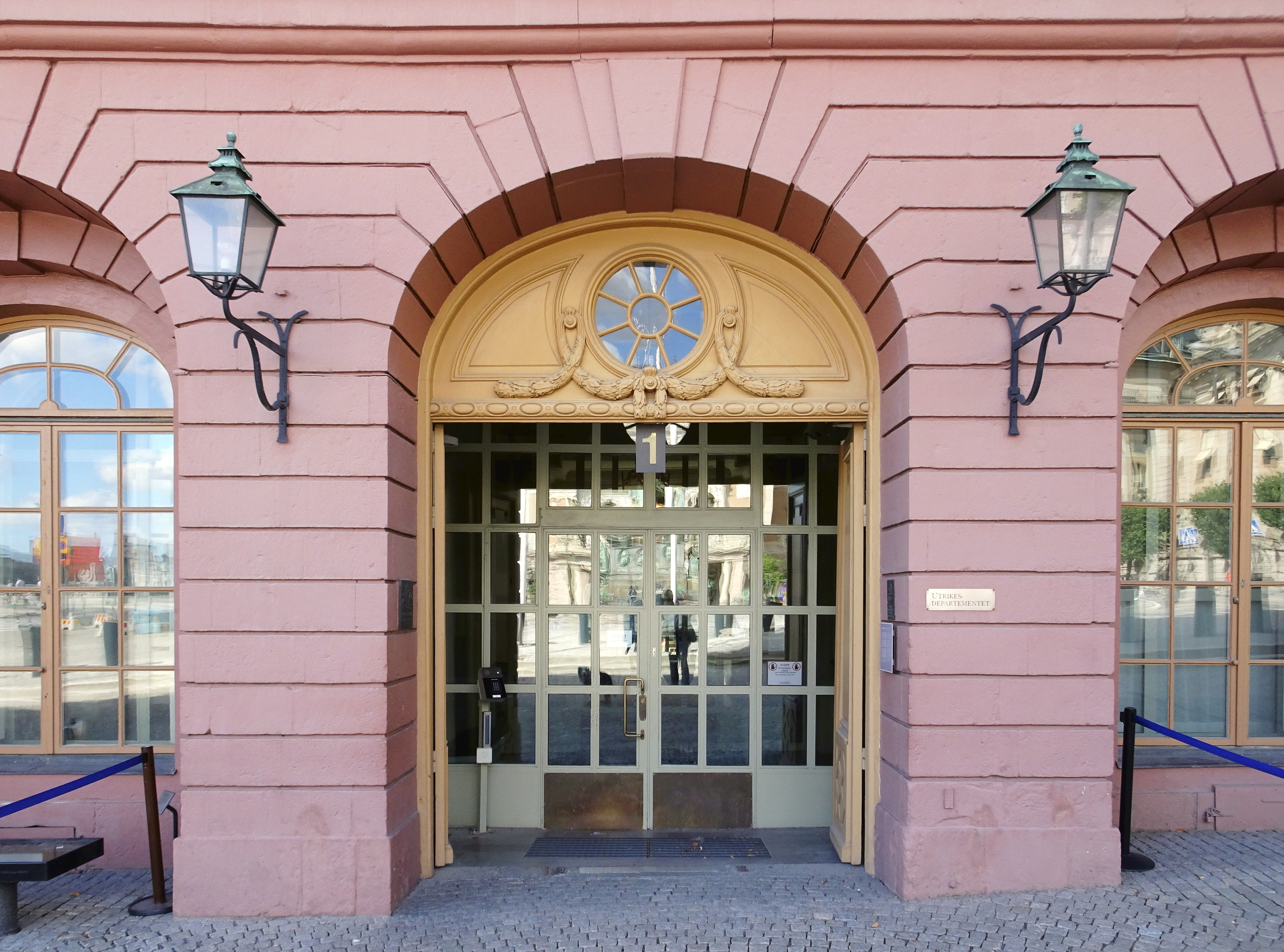
Huvudentrén, Gustav Adolfs torg nr 1.
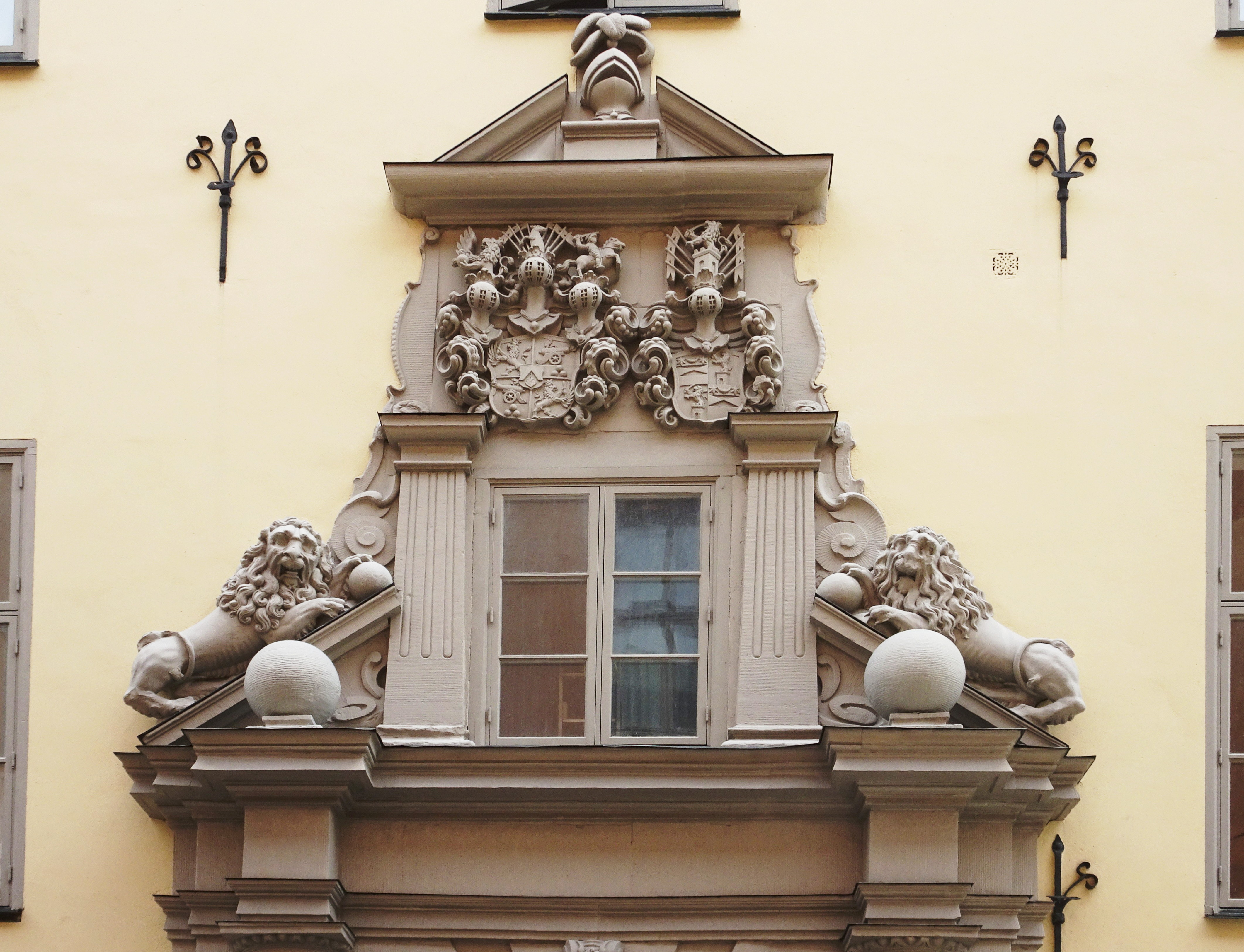
Portalen mot Fredsgatan, från det ursprungliga.
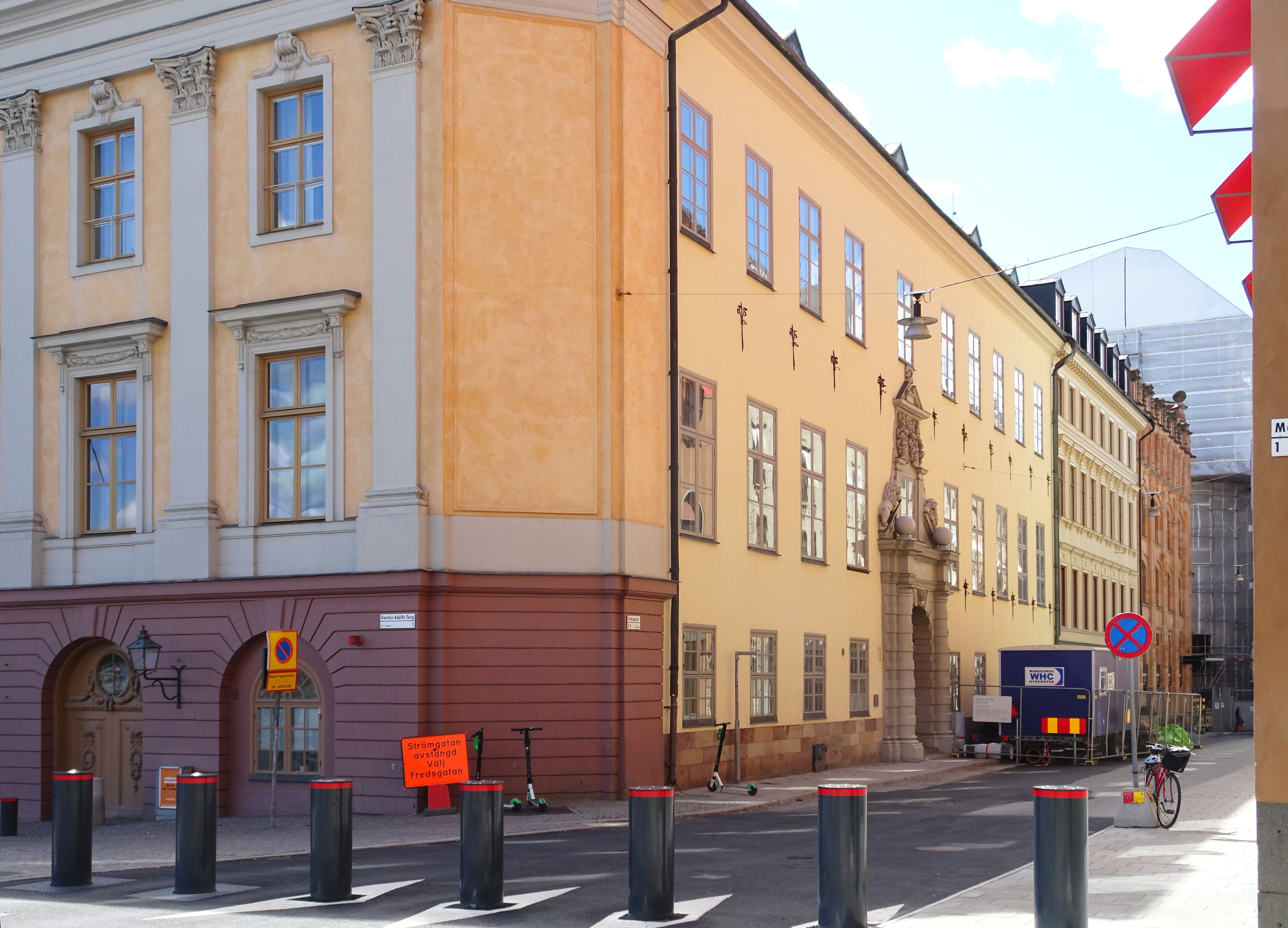
Nordöstra hörnet mot Fredsgatan med en del av Torstenssonska palatset.

## Interiörer

### Matsalen

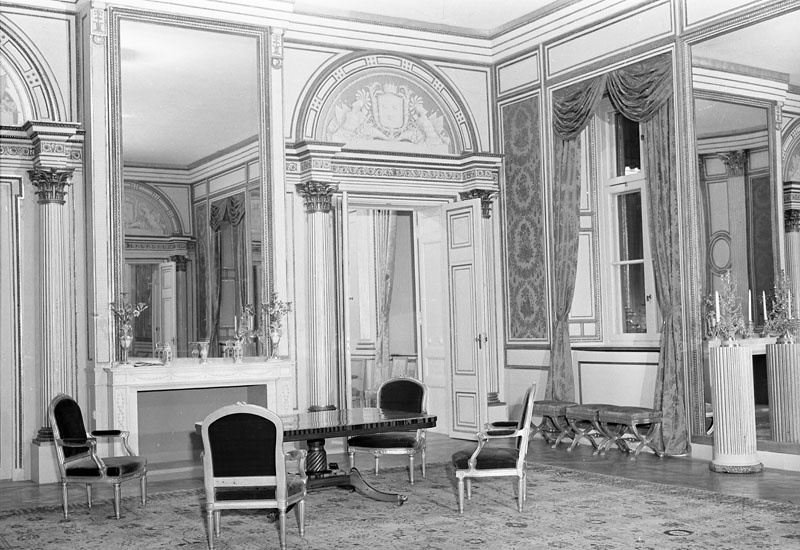
Röda salongen, 1952.

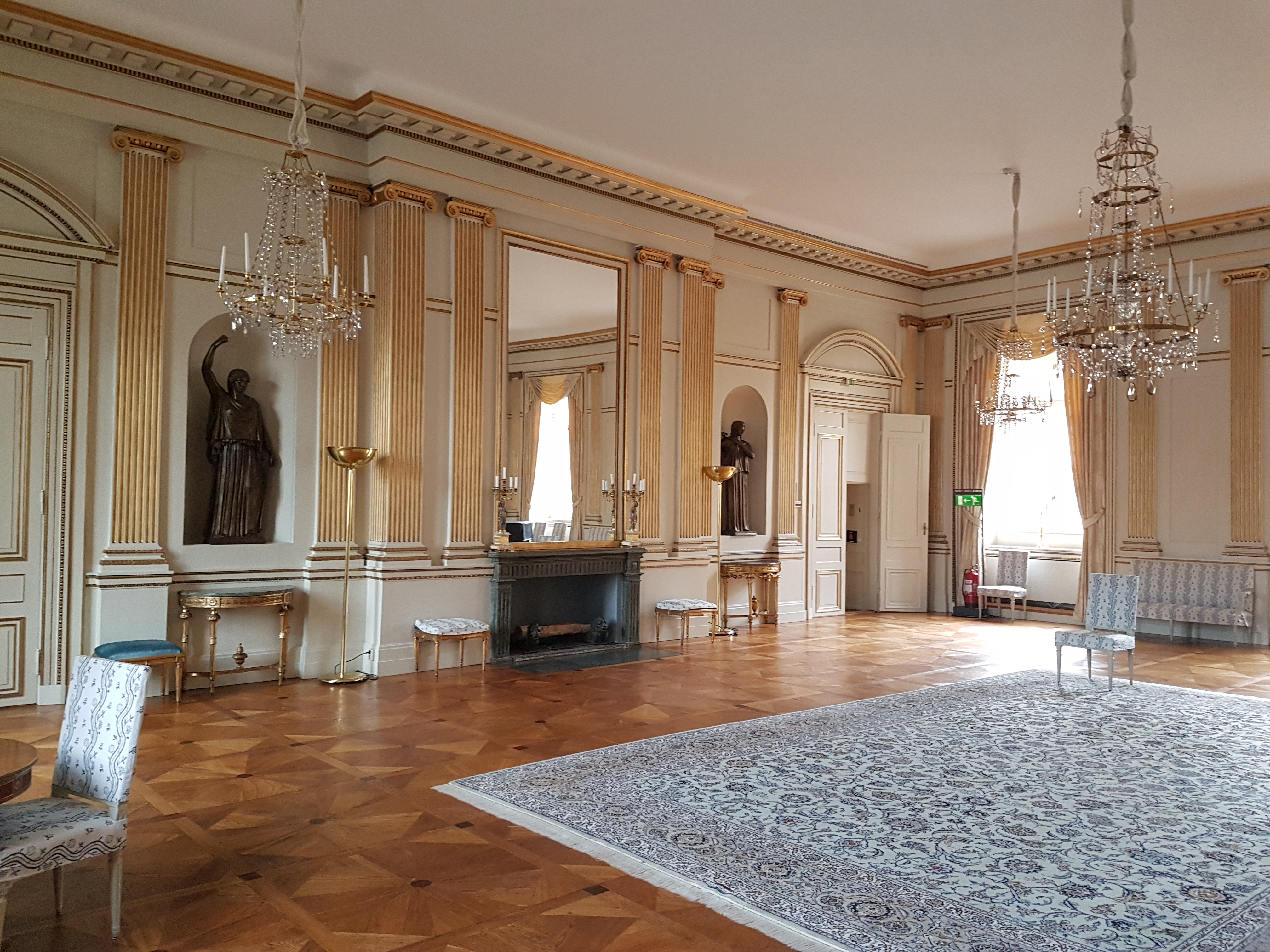
Stora salongen, 2018.

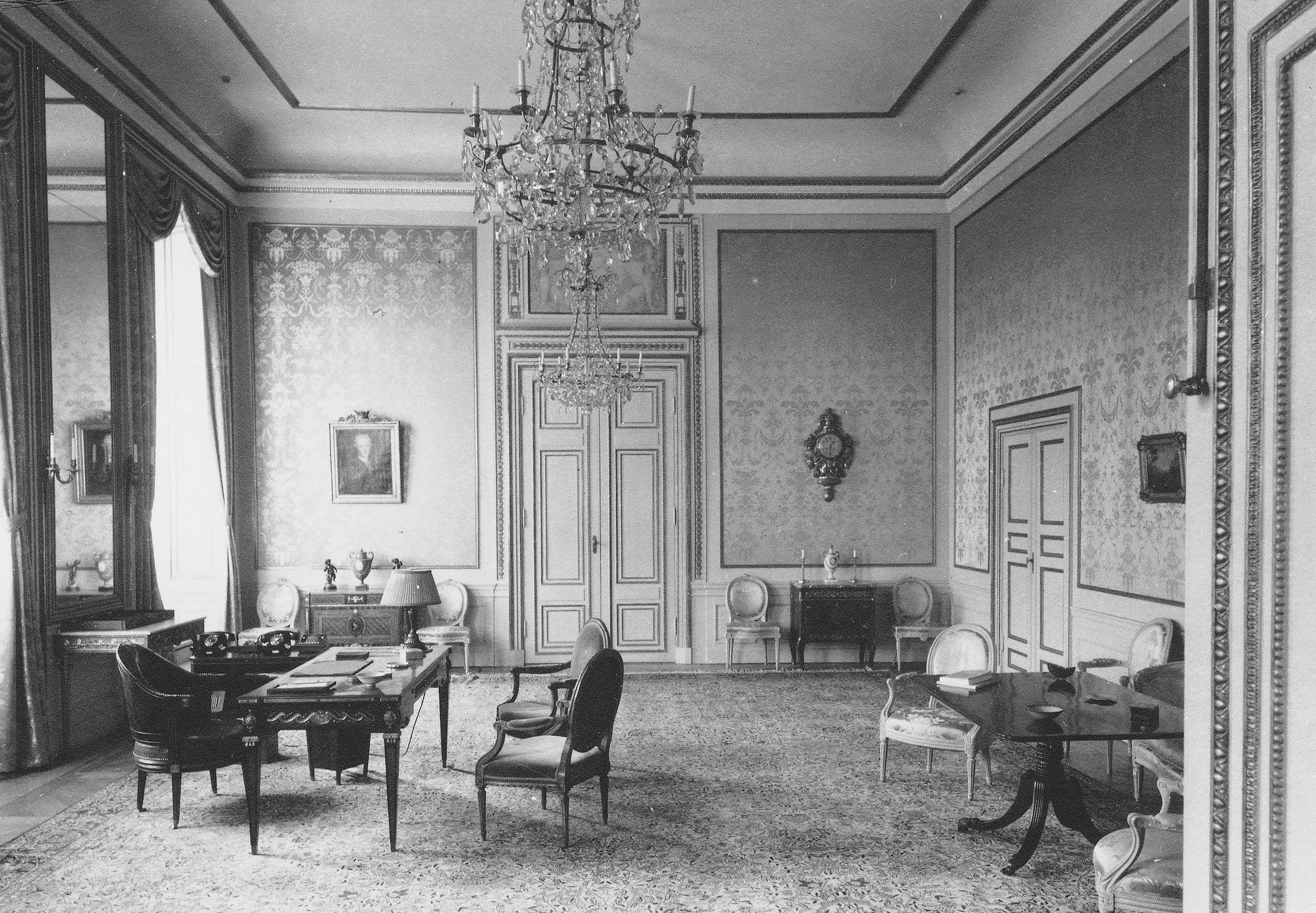
Kabinettssekreterarens arbetsrum, 1950.

Även kallad Stora konferensrummet var under 1600-talet tre mindre rum i Torstenssons palats, och användes då som matsal, arbetsrum samt sovrum. Vid mitten av 1700-talet slogs de tre rummen samman till ett stort rum, och har allt sedan Sofia Albertinas dagar använts både som matsal och sammanträdesrum. Matsalbordet är vid middagar uppdukat med UD:s eget representationsporslin som heter Swedish Grace vilket visar riksvapnets Tre kronor, servisen är tillverkad vid Rörstrand. Glasservisen kommer från Skrufs glasbruk. Själva matsalsbordet och stolarna är kopior tillverkade efter det original som togs fram för prinsessan, och stolarna är klädda med svart tagel. På väggarna hänger porträtt på flera av Sveriges utrikesministrar samt ett porträtt i helfigur av rikskanslern Axel Oxenstierna. Vid fönstren hänger rödrutiga gardiner i siden, vilket även det är en rekonstruktion från prinsessans tid. Man vet detta från en räkning 1793.

### Stora salongen
Även kallad Blå salongen är paradvåningens största rum och inreddes av Louis Masreliez i slutet på 1700-talet i sengustaviansk stil. Rummet är idag återställt till sitt ursprungliga utseende både vad gäller färgsättning i vitt och guld samt textilierna i blått och vitt. Fram till andra världskriget användes rummet som arkiv, och det var väldigt slitet. Idag används salongen för representation.

### Audiensrummet
Audiensrummet, även kallat Röda salongen, var Sofia Albertinas mottagningsrum där hon tog emot gäster sittande på en tron längs ena långväggen. Bland salongens ornament, utförda av Jean Baptiste Masreliez, finns prinsesskronor och det svenska riksvapnet som undertrycker dess officiella karaktär. Övriga sniderier är utförda av Gottlieb Iwersson. Salongen är idag väntrum för utrikesministerns tjänsterum och inhyser assistenter och, efter Anna Lindh, även pressekreterare.

### Sällskapsrummet
Sällskapsrummet var från början som namnet antyder ett rum där Sofia Albertina och hennes hovdamer umgicks, främst genom samtal och brodering. Rummet är numera utrikesministerns tjänsterum. Louis Masreliez har skapat inredningen i detta rum. På väggarna ser man arabesker med motiv av nymfer, muser och amoriner vilka inramar de tapetserade väggfälten. Idag täcks väggytorna av tapeter med målade blommor, ursprungligen pryddes de av väggfält som broderats av prinsessan och hennes hovdamer.
Utrikesministerns skrivbord är gjort av Gottlieb Iwersson. I en nisch står en avgjutning av Sergels staty "Venus stigande ur badet".
Det finns ett ytterligare skrivbord i rummet som står mot ena väggen, det kommer från Georg Haupts verkstad och är tillverkat 1784 av Anders Lindberger. På detta skrivbord står ett brännförgyllt skrivställ, ursprungligen avsett som gåva från Gustav III till den franska drottningen Marie Antoinette.

### Arbetsrummet
Detta rum var från början Sofia Albertinas sovrum och därefter väntrum. Idag används rummet av kabinettssekreteraren som är utrikesministerns närmaste medarbetare. Flera av möblerna i detta rum har tillhört prinsessan och de flesta står även på sina ursprungliga platser. Skrivbordet är av Georg Haupt, vilken även tillverkat den mindre byrån i rummet på vilken det står en porslinsurna som var en gåva från prinsessans morbror Fredrik den Store. Den andra något större byrån är tillverkad av Gottlieb Iwersson. Målningen ovanför den mindre byrån är målad av den franske målaren Robert Lefèvre och kallas Bellsassars gästabud. Tavlan var en gåva från prinsessans bror Gustav III. I rummet finns även ett större rokokoskåp med ett överstycke som visar det svenska riksvapnet i brons. Skåpet beställdes av prinsessans mor Lovisa Ulrika till Drottningholms slott.